# Testament (band)

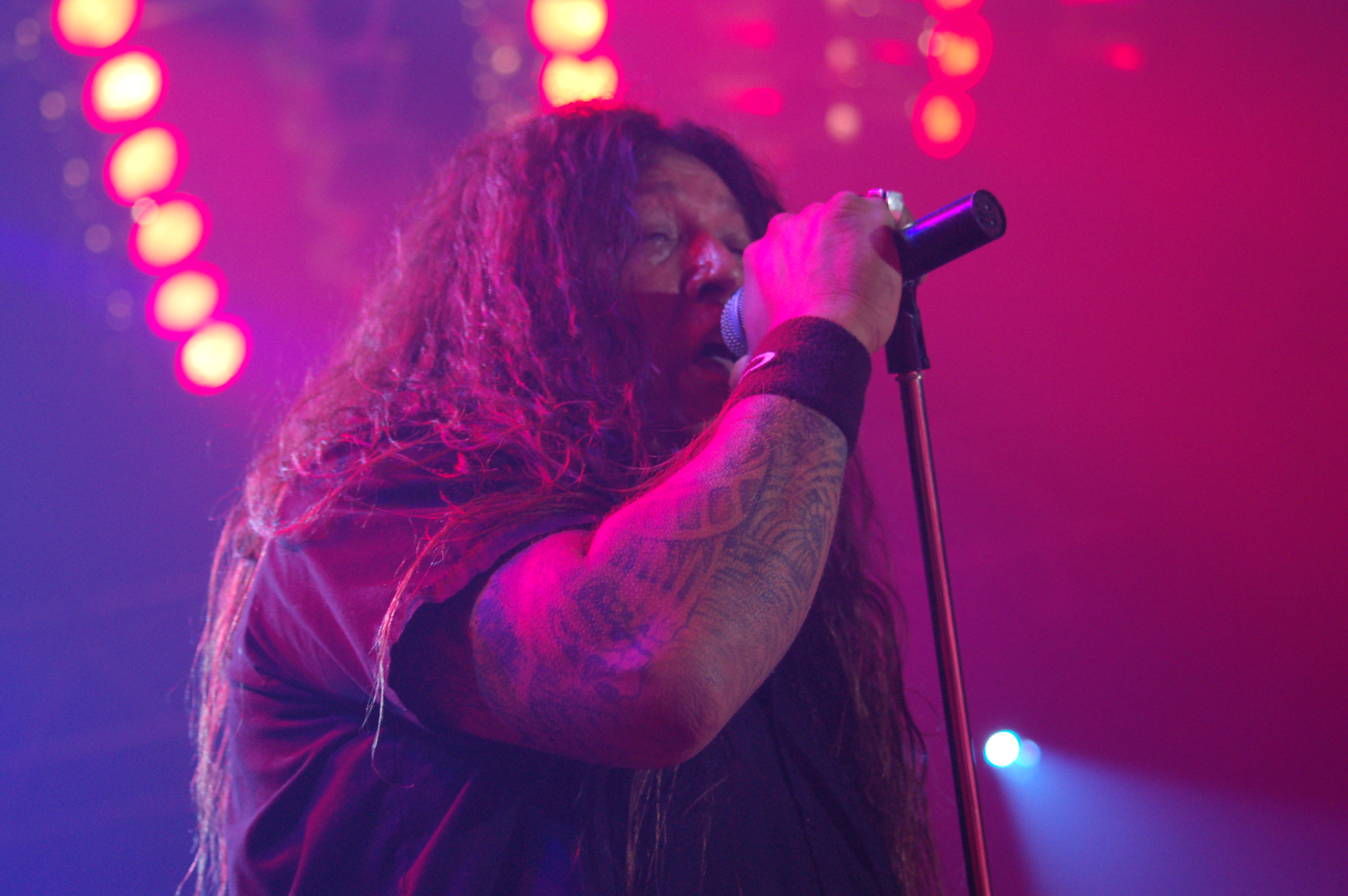
Zanger Chuck Billy

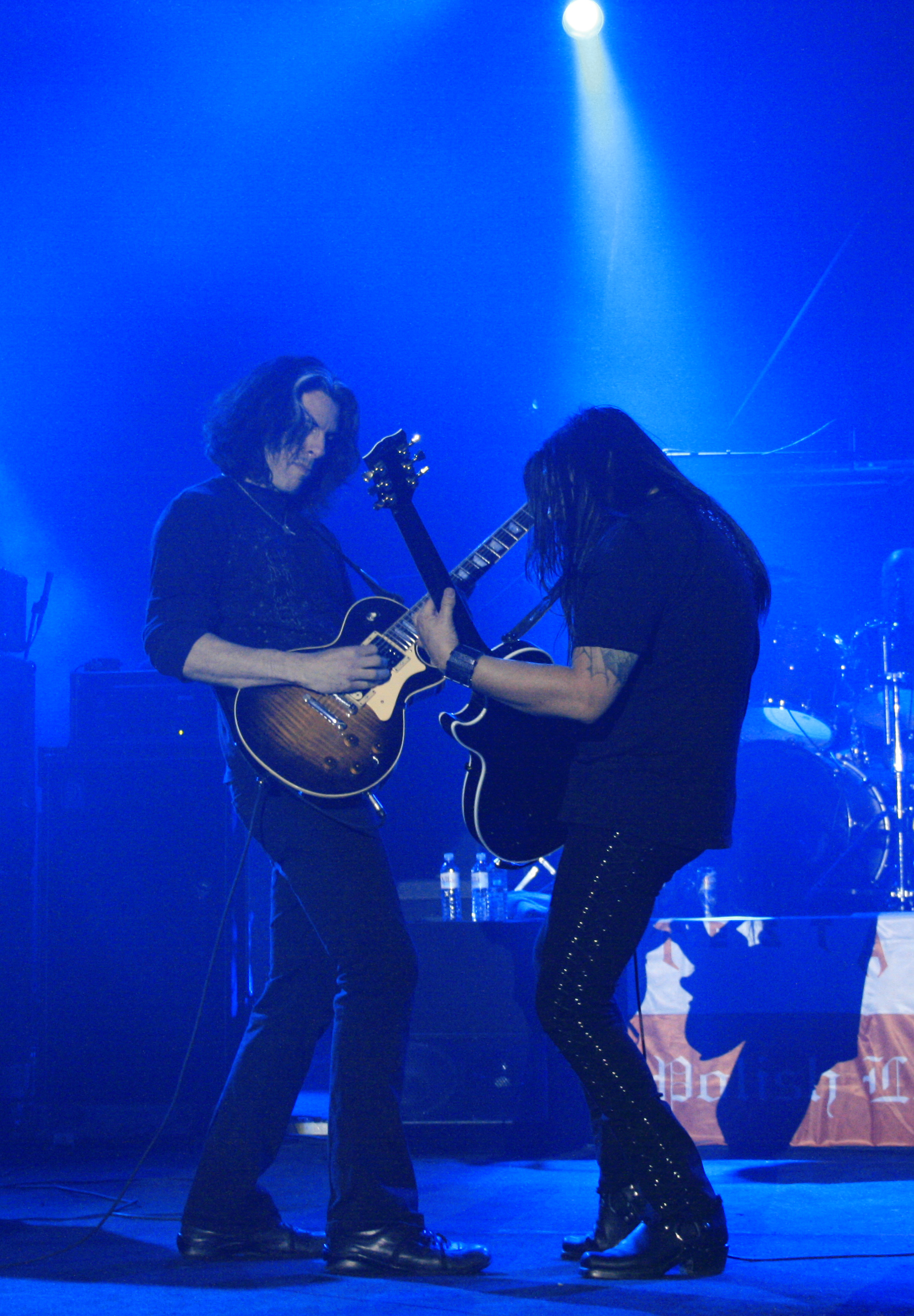
Alex Skolnick en Eric Peterson

Testament is een Amerikaanse thrashmetalband die in 1983 werd opgericht als Legacy door Eric Peterson, Derrick Ramirez en Louie Clemente. Ook Steve "Zetro" Souza en Greg Christian maakten deel uit van Legacy.
Wonderkind Alex Skolnick kwam later in de plaats van Derrick Ramirez. Ook Steve Souza verliet Legacy en ging naar Exodus nadat hij eerst zanger Chuck Billy als vervanger had voorgesteld.

## Bandgeschiedenis

### De klassieke jaren (1986-1992)
In 1987 bracht Testament haar debuutalbum The Legacy uit, een ode aan "Legacy". Legacy was de naam waaronder Testament ooit begonnen was. In datzelfde jaar trad Testament al op in Europa, namelijk als co-headliner op Dynamo Open Air, toen nog in binnenstad van Eindhoven. Van dit concert verscheen een maxisingle Live at Eindhoven. Een jaar later, in 1988, bracht de band reeds een nieuw album uit: The New Order. The New Order wordt door veel fans nog steeds gezien als een van de beste albums die Testament ooit uitbracht. Op deze cd staan onder andere de klassiekers Trial by Fire, Into the Pit en Disciples of the Watch. In 1989 nam de band hun derde studioalbum op, Practice what you Preach. Dit album werd live opgenomen in de studio, zonder dat de instrumenten afzonderlijk van elkaar werden opgenomen, wat tot een unieke sound leidde. Na Practice what you Preach toerde de band een jaar lang door Europa en de Verenigde Staten, waarna de band terugkeerde naar de studio voor de opnames van het album Souls of Black, dat in 1990 uitkwam. Er was kritiek van fans en critici over de productie van het album, wat te maken had met de opkomende tournee met Megadeth. In 1992 speelde Testament op het wereldberoemde festival Rock in Rio. Kort daarna nam de band het alternatieve album The Ritual op, wat in 1992 verscheen. The Ritual was een veel melodischer en rustiger album dan haar voorgangers.

### Wisselingen in de bezetting (1993-2001)
Kort nadat The Ritual uitkwam, verlieten gitarist Alex Skolnick en drummer Louie Clemente de band. Skolnick wilde zich muzikaal ontwikkelen terwijl Clemente de muziek geheel verliet. Chuck Billy, Eric Peterson en Greg Christian gingen met een nieuwe bezetting door en brachten samen met John Tempesta en James Murphy in 1994 het album Low uit, een zwaar album waar Billy voor het eerst invloeden van Death Metal invoegt in zijn stemgeluid in het nummer Dog Faced Gods. In 1996 verliet ook bassist Greg Christian de band, waarna de band in 1997 het album Demonic opnam met drummer Gene Hoglan, een album dat meer weg had van Death Metal dan van thrashmetal. In deze periode leek de band ook uit elkaar te vallen nadat vocalist Chuck Billy auditie had gedaan voor de vocalistrol in de Braziliaanse metalband Sepultura. De band besloot echter bij elkaar te blijven en terug te keren naar haar muzikale wortels. Na Demonic versterkte Testament zich met de legendarische artiesten Dave Lombardo (ex-Slayer) en bassist Steve DiGiorgio. Met deze twee muzikanten bracht Testament in 1999 het door fans en critici geroemde album The Gathering op, een terugkeer naar thrashmetal zoals de band dat in haar eerste jaren had gespeeld. Spoedig daarna zou de band echter een ruige periode ondergaan, waar het opnieuw dicht bij het opheffen van Testament kwam.

### Kanker en herstel (2001-2005)
In 2000 kreeg Chuck Billy te horen dat hij prostaatkanker in zijn hartstreek had. Terwijl Billy de strijd tegen kanker aanbond, organiseerde Eric Peterson in zijn naam een benefietconcert waarbij Testament samen met ex-vocalist Steve Souza (die met de band had gespeeld toen ze nog bekendstonden als Legacy) als "The Legacy" optrad. Onder andere oud-leden Alex Skolnick en Greg Christian verschenen voor het eerst sinds jaren weer met Peterson en Billy op het podium. Spoedig daarna werd een reeks klassieke nummers van de albums The Legacy en The New Order opnieuw in de studio opgenomen onder de naam First Strike Still Deadly. Tijdens de opnames kregen Billy en Peterson versterking van oud-gitarist Alex Skolnick, bassist Steve DiGiorgio en drummer John Tempesta. Billy herstelde van zijn kanker, en in 2002 begon de band opnieuw met een tournee. Tot 2004 gebeurde er vrij weinig bij Testament. In 2004 keerde oude bassist Greg Christian terug naar Testament. Tevens lagen er plannen voor een concert waarbij de klassieke bezetting van Testament weer bij elkaar zou komen.

### Terugkeer van de klassieke bezetting (2005-2014)
In 2005 speelde Testament een aantal shows in Europa waarbij Alex Skolnick, Greg Christian en Louie Clemente samen met drummer John Tempesta optraden. Van de show in Londen werd een dvd uitgebracht die meteen een klassieker werd onder de fans van Testament. Na 2005 besloot de klassieke bezetting door te gaan, echter zonder Louie Clemente. Uiteindelijk werd ex-Slayer drummer Paul Bostaph in 2007 aangewonnen door Testament. In 2008 kwam het album The Formation of Damnation uit, wat onder fans en critici een grote hit werd. De band toerde over de gehele wereld en keerde in 2011 terug naar de studio voor de opnames van het nieuwste album, The Dark Roots of Earth. In december 2011 verklaarde Paul Bostaph te vertrekken van Testament. In zijn plaats maakte drummer John Tempesta de tournee met Testament af. Uiteindelijk werd een permanente vervanger gevonden in Gene Hoglan, bekend als "The Atomic Clock". Hoglan had al eerder op het album Demonic (1997) gespeeld. Op 27 juli 2012 kwam het album The Dark Roots of Earth in Europa en in vele andere landen buiten Europa op of rond 1 augustus 2012. Het idee voor het nieuwe album kwam van Eric Peterson, die zich (vooral vanaf de 21e eeuw) van ritmische gitaarspeler tot leidende gitaarspeler heeft ontwikkeld. Het album is wat minder hard dan zijn twee voorgangers.

### Vernieuwing van de formatie & Brotherhood of the Snake (2014-2019)
In 2014 maakte bassist Greg Christian bekend dat hij Testament voor de tweede keer verliet. Volgens Christian weigerde de band hem een eerlijke prijs te betalen voor zijn inspanningen. In zijn plaats werd bassist Steve DiGiorgio aangetrokken, die al eerder (1998-2005) voor Testament had gespeeld. In deze nieuwe formatie bracht de band op 28 oktober 2016 het album Brotherhood of the Snake uit. Volgens vocalist Chuck Billy was het album vrijwel geheel geschreven door gitarist Eric Peterson, en had de band onder veel druk en spanning gestaan tijdens het opnameproces. Desondanks scoorde Brotherhood hoog bij critici en fans, en maakte het album een nieuwe wereldtournee mogelijk.

### COVID-19 & Titans of Creation (2019-heden)
In het voorjaar van 2020 toerde Testament door Europa. Tijdens deze tournee raakten zowel zanger Chuck Billy als bassist Steve DiGiorgio besmet met het coronavirus. Billy en DiGiorgio behoorden tot de eerste metalartiesten die de ziekte opliepen. Als gevolg van de pandemie werd de tournee stilgelegd. De band bracht echter op 3 april 2020 het nieuwe album Titans of Creation uit. Ook dit album kreeg veel lof van critici en fans, en bevatte op sommige nummers duidelijke invloeden van black metal.
In januari 2022 maakte drummer Gene Hoglan bekend dat hij Testament verliet. De band trok als nieuwe drummer Dave Lombardo aan, die eerder op het album The Gathering (1999) had gespeeld. Met de nieuwe bezetting begon de band aan de The Bay Strikes Back Tour in de Verenigde Staten. Gitarist Eric Peterson bevestigde ook dat hij materiaal aan het verzamelen was voor een nieuw album, waarbij zanger Chuck Billy de hoop uitsprak dat Dave Lombardo deel zou uitmaken van de opnames. Alex Skolnick schreef op diverse sociale media "If the new guy is your favorite drummer". (als de 'nieuwe', je favoriete drummer is) Dave Lombardo wordt gerekend tot de topdrummers in de heavy metal.
In 2023 verliet Dave Lombardo Testament omdat zijn drukke touringschema onvoldoende ruimte liet voor een tournee met de band. In zijn plaats werd drummer Chris Dovas van de band Seven Spires aangetrokken. Dovas werd in 2023 tot nieuwe fulltime drummer van Testament gepromoveerd. Met Dovas in de band werd begonnen met schrijven van muziek voor een nieuw album dat in 2024 uit moet komen.

## Bandleden

### Huidige leden
- Chuck Billy (zang) (1986-heden)
- Eric Peterson (gitaar) (1983-heden)
- Alex Skolnick (gitaar) (1983-1992, 2005-heden)
- Chris Dovas (drums) (2023-heden)
- Steve DiGiorgio (bas) (1998-2005, 2014-heden)

### Voormalige leden
- Nick Barker (drums)
- Steve Smyth (gitaar)
- Glen Alvelais
- James Murphy (gitaar)
- Greg Christian (bas)
- Derek Ramirez (gitaar)
- Louie Clemente (drums)
- John Tempesta (drums)
- Jon Dette (drums)
- Gene Hoglan (drums)
- Jon Allen (drums)
- Paul Bostaph (drums)
- Dave Lombardo (drums)

## Muziek
Testament is een van de vele thrashmetalbands die medio jaren 80 van de 20e eeuw ontstonden in de Bay Area van San Francisco. Andere bands zijn onder meer Heathen, Vio-lence, Forbidden, Exodus en Death Angel.
Testament werd beïnvloed door Judas Priest, Motörhead, Venom en Iron Maiden. Deze invloeden zijn ook duidelijk terug te vinden in de muziek van Testament, bijvoorbeeld in de zeer melodieuze solo's van Alex Skolnick.
Belangrijke genre- en tijdgenoten zijn Slayer en Metallica.

## Discografie

### Studioalbums
| Jaar | Titel                                                |
| 1987 | The Legacy                                           |
| 1988 | The New Order'                                       |
| 1989 | Practice what you Preach                             |
| 1990 | Souls of Black                                       |
| 1992 | The Ritual                                           |
| 1994 | Low                                                  |
| 1997 | Demonic                                              |
| 1999 | The Gathering                                        |
| 2001 | First Strike Still deadly (heropgenomen klassiekers) |
| 2008 | The Formation of Damnation                           |
| 2012 | Dark roots of earth (alleen in Europa)               |
| 2016 | Brotherhood of the Snake                             |
| 2020 | Titans of Creation                                   |

### Live- en verzamelalbums
| Jaar | Titel                          |
| 1987 | Live at Eindhoven              |
| 1993 | Return to the Apocalyptic City |
| 1995 | Live at the Fillmore           |
| 1996 | The Best of Testament'         |
| 1997 | Signs of Chaos                 |
| 2001 | The Very Best of Testament     |
| 2004 | Days of Darkness               |
| 2005 | Live in London                 |
| 2007 | The Spitfire Collection        |
| 2009 | Live at Eindhoven '87          |
| 2013 | Dark Roots of Thrash           |

## Hitlijsten

### Albums
| Album met eventuele hitnotering(en) in de Nederlandse Album Top 100 | Datum van verschijnen | Datum van binnenkomst | Hoogste positie | Aantal weken | Opmerkingen |
| ------------------------------------------------------------------- | --------------------- | --------------------- | --------------- | ------------ | ----------- |
| Practice what you preach                                            | 1989                  | 26-08-1989            | 51              | 7            |             |
| Souls of black                                                      | 1990                  | 13-10-1990            | 75              | 3            |             |
| The Formation of Damnation                                          | 2008                  | 17-05-2008            | 47              | 2            |             |
| Dark roots of earth                                                 | 2012                  | 04-08-2012            | 32              | 3*           |             |

| Album met hitnotering(en) in de Vlaamse Ultratop 200 albums | Datum van verschijnen | Datum van binnenkomst | Hoogste positie | Aantal weken | Opmerkingen |
| ----------------------------------------------------------- | --------------------- | --------------------- | --------------- | ------------ | ----------- |
| Dark roots of earth                                         | 2012                  | 04-08-2012            | 86              | 1*           |             |

### Boudisque Top 20
- Boudisque Top 20: The Formation of Damnation 2 (week 28 t/m 30, juli 2008)